# 宮崎正伸
宮崎 正伸（みやざき まさのぶ、1969年7月14日 - ）は日本の実業家。株式会社ドーン代表取締役社長。

## 概要
大阪府出身で、1993年3月に大阪工業大学工学部を卒業して4月に株式会社オービックへ入社する。1998年9月に株式会社ドーンへ入社し、2000年6月に取締役営業部長、2005年8月に代表取締役副社長、2009年10月に代表取締役社長、それぞれに就く。2013年12月に株式会社営業モデル研究所社で外取締役に就く。